# Olesicampe teutonum
Olesicampe teutonum är en stekelart som först beskrevs av Dalla Torre 1901.  Olesicampe teutonum ingår i släktet Olesicampe och familjen brokparasitsteklar. Inga underarter finns listade i Catalogue of Life.